# Simone Wiegele
Simone Lang-Wiegele, geborene Simone Wiegele (* 11. April 1986 in Meerbusch), ist eine ehemalige deutsche Voltigiererin. Sie ist Mannschaftswelt- und Europameisterin und Deutsche Meisterin im Einzelvoltigieren.
Simone Wiegele begann 1991 im Voltigierzentrum Meerbusch mit dem Voltigieren. 2004 wechselte sie zum Team Neuss, der 1. S-Gruppe des RSV Neuss-Grimlinghausen, mit dem sie 2006 Weltmeisterin bei den Weltreiterspielen in Aachen wurde. Im April 2011 gewann sie das erste Weltcupfinale der Voltigierer. Simone Wiegele wohnt in Grevenbroich.
Seit 2012 ist sie Trainerin des Juniorteam-Neuss sowie die Longenführerin. 2012 und 2013 gelang der Gewinn jeweils der Goldmedaille bei den Junior-Europameisterschaften sowie den Deutschen Meisterschaften.

## Erfolge im Einzelvoltigieren
Weltmeisterschaften
- Bronze: 2010 (Kentucky/USA)

Europameisterschaften
- 7. Platz: 2009 (Malmö/SWE)

Deutsche Meisterschaften
- Bronze: 2011 (Elmshorn)
- Gold: 2010 (Leipzig)
- Silber: 2009 (Klein Parwitz)
- Bronze: 2007 (Vechta)
- sechster Platz: 2008 (Alsfeld)

Weltcupfinale
- Gold: 2011 (Leipzig)

Internationale Erfolge (CVI)
- Gold: 2010 CVI 2* München (Weltcup)
- Silber: 2010 CVI 2* Neeroeteren (BEL)
- Bronze:
  - 2011: CVI 2* Wiesbaden
  - 2010: CVI 2* Wiesbaden, CVI 2* Paris (Weltcup)

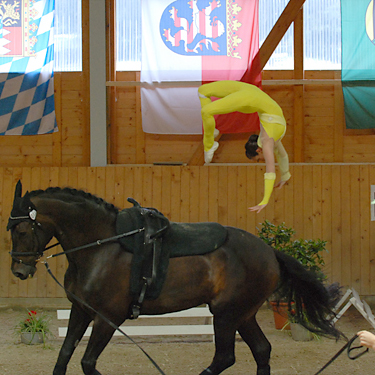
Simone Wiegele – Deutsche Meisterschaft 2009

  - 2009: CVI 2* Krumke, CVIO Aachen, CVI 2* Saumur (FRA)

Nationale Erfolge
- Gold
  - 2010: Preis der Besten in Kurtscheid
  - 2009: CVN Essen
  - 2006: Einzelvoltigier-Nachwuchspreis
- Silber:
  - 2009: Preis der Besten Elmshorn
  - 2007: Preis der Besten Wiesbaden

## Mannschaftserfolge
- 2013: Gold Deutsche Meisterschaften
- 2011: Gold Europameisterschaften Le Mans (FRA)
- 2011: Gold Deutsche Meisterschaften
- 2011: Gold Master Class Wiesbaden
- 2011: Gold Saumur (FRA)
- 2010: Gold Deutsche Meisterschaften
- 2010: Silber Nationenpreis CHIO Aachen als Einzelvoltigiererin im Team Germany I
- 2010: Silber Nationenpreis CHIO Aachen im Team Germany I
- 2009: Gold Deutsche Meisterschaften
- 2009: Gold Nationenpreis CHIO Aachen als Einzelvoltigiererin im Team Germany II
- 2009: Silber Nationenpreis CHIO Aachen im Team Germany I
- 2009: Gold Stadl-Paura (AUT)
- 2008: Gold Deutsche Meisterschaften
- 2008: Gold Nationenpreis CHIO Aachen im Team Germany I
- 2008: Gold Master Class Wiesbaden
- 2007: Gold Deutsche Meisterschaften
- 2007: Gold CHIO Aachen
- 2006: Gold Weltreiterspiele Aachen
- 2006: Gold Deutsche Meisterschaften
- 2006: Gold Saumur (FRA)
- 2005: Silber Saumur (FRA)
- 2005: Silber Deutsche Meisterschaften